# Zap (North Dakota)
Zap is een plaats (city) in de Amerikaanse staat North Dakota, en valt bestuurlijk gezien onder Mercer County.

## Demografie
Bij de volkstelling in 2000 werd het aantal inwoners vastgesteld op 231.
In 2006 is het aantal inwoners door het United States Census Bureau geschat op 215, een daling van 16 (-6,9%).

## Geografie
Volgens het United States Census Bureau beslaat de plaats een oppervlakte van
2,7 km², geheel bestaande uit land. Zap ligt op ongeveer 563 m boven zeeniveau.

## Plaatsen in de nabije omgeving
De onderstaande figuur toont nabijgelegen plaatsen in een straal van 32 km rond Zap.